# Urhebervertragsrecht
Das Urhebervertragsrecht normiert die Verwertung von Werken, die durch das deutsche Urheberrecht geschützt sind. Es ist der Bereich des Zivil- oder Privatrechts, der die Beziehungen zwischen dem Urheber eines Werkes und seinen Vertragspartnern, denen er Nutzungsrechte und Verwertungsrechte einräumen kann, regelt (vorrangig durch die Einräumung von Lizenzen in Lizenzverträgen). Es ist im Urheberrechtsgesetz (UrhG) kodifiziert.

## Neufassung 2002
Durch das Gesetz zur Stärkung der vertraglichen Stellung von Urhebern und ausübenden Künstlern wurde am 1. Juli 2002 das deutsche Urhebervertragsrecht nach heftiger Diskussion zwischen Verlegern, Autorenverbänden und Bundesregierung neugefasst. Neben den Änderungen, Neueinfügungen und Streichungen von Paragraphen des Urhebergesetzes wurde auch eine Norm des Verlagsgesetzes (§ 28) aufgehoben. Die drei wichtigsten Neuerungen sind:
1. der Anspruch auf angemessene Vergütung gemäß § 32 UrhG;
2. der aus dem bisherigen so genannten Bestsellerparagraphen abgeleitete „Fairnessausgleich“ in § 32a UrhG;
3. die Vorschriften zur Aufstellung gemeinsamer Vergütungsregeln (§§ 36, 36a UrhG).

Die Definition, ab wann ein Werk ein Bestseller ist und der Autor deshalb eine höhere Vergütung erhält, ist nicht mehr willkürlich, sondern festgelegt. Die Verlage sind genötigt, eine Art Tarifvertrag für Autorenleistungen zu erstellen.
Im Vorfeld und auch nach Einführung des Gesetzes war die Diskussion sehr emotionsgeladen, da die Autoren sich ausgebeutet und die Verlage sich ihrer Wirtschaftlichkeit beraubt sahen. Die Gestaltung der gemeinsamen Vergütungsregeln wird wohl nur über einen Schlichtungsausschuss möglich sein.
Insbesondere der Anspruch auf angemessene Vergütung wurde in den Jahren nach der Novellierung gerichtlich konkretisiert. 2013 lehnte das Bundesverfassungsgericht Klagen von Verlagen gegen die Neuregelung ab. Damit können Autoren aber auch Übersetzer bei einem großen wirtschaftlichem Erfolg eines Werkes einen dem Erfolg angemessenen Anteil der Erlöse verlangen. 2024 statuierte das OLG Köln eine Auskunftspflicht des Senders gegenüber dem Urheber, wie viele Einnahmen im Umfeld des urheberrechtlich geschützten Beitrags erzielt wurden, denn nur dann, wenn diese Umstände bekannt seien, könne der Urheber im Rahmen des Fairnessparagrafen ermitteln, ob ihm eine Nachvergütung zusteht.